# Bác sĩ

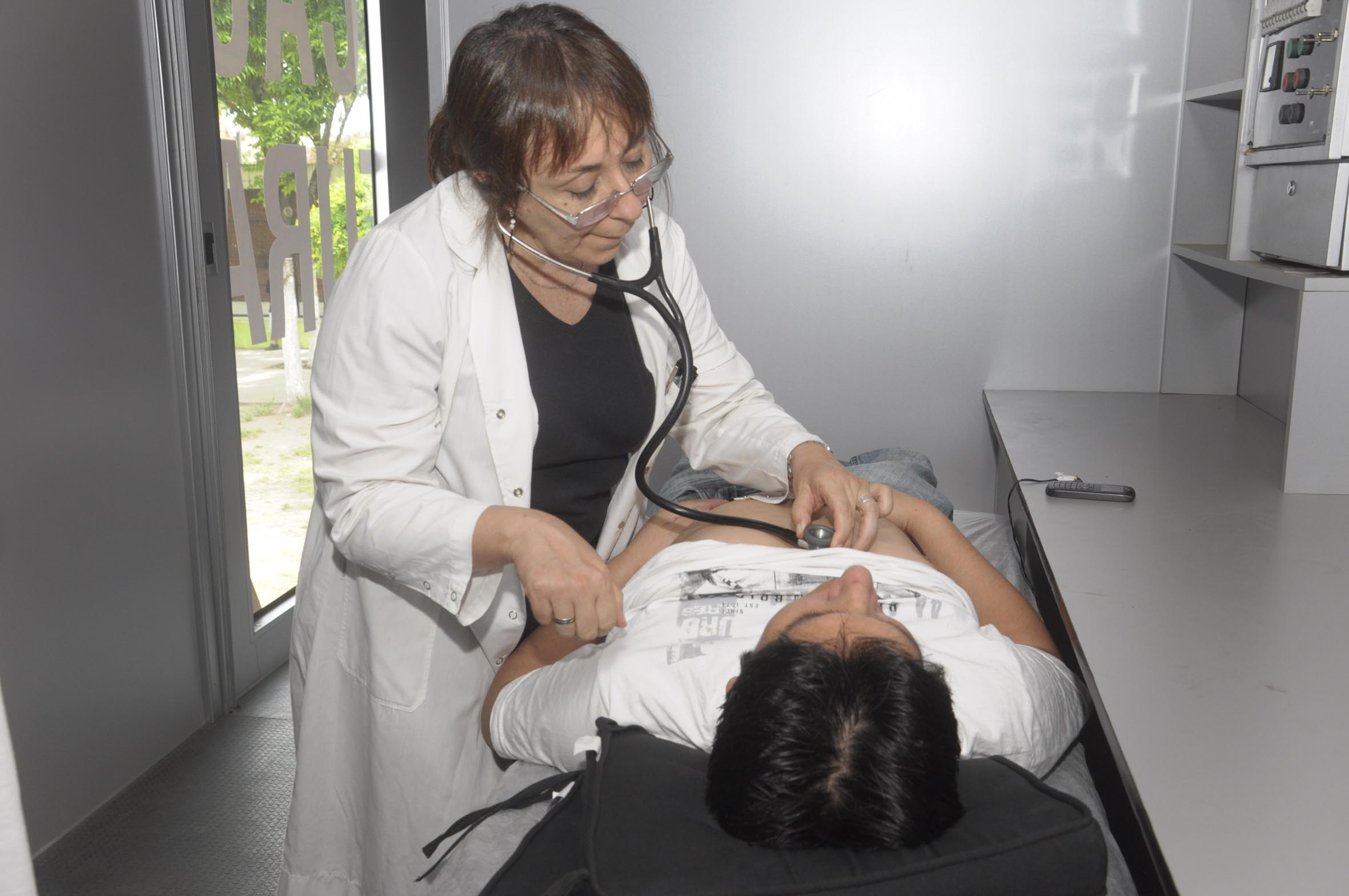
Một nữ bác sĩ đang nghe mạch bệnh nhân, với một ống nghe

Bác sĩ  y khoa còn gọi là Thầy thuốc là người duy trì, phục hồi sức khỏe con người bằng cách nghiên cứu, chẩn đoán và chữa trị bệnh tật và thương tật dựa trên kiến thức về cơ thể con người.
Thầy thuốc có thể là bác sĩ đa khoa hay bác sĩ chuyên khoa, bác sĩ Tây y hay thầy thuốc Đông y (dùng thuốc Nam, thuốc Bắc). Ở nhiều quốc gia, sinh viên ngành y trước khi tốt nghiệp trở thành thầy thuốc phải đọc lời thề Hippocrates.
Chủ tịch Hồ Chí Minh căn dặn "Lương y như từ mẫu" ý nói thầy thuốc phải là người có y đức chăm sóc cho người bệnh giống như mẹ hiền.  Ngày 27 tháng 2 là Ngày Thầy thuốc Việt Nam. Thầy thuốc còn gọi là thầy lang, những thầy thuốc giỏi được tôn xưng là thần y, ngược lại những thầy thuốc dỏm bị gọi là lang băm.